# 3674 Erbisbühl
3674 Erbisbühl là một tiểu hành tinh vành đai chính với chu kỳ quỹ đạo là 1324.2608224 ngày (3.63 năm).
Nó được phát hiện ngày 13 tháng 9 năm 1963.